# Sel (Norvegia)
Sel è un comune norvegese della contea di Innlandet, distretto di Gudbrandsdalen.